# Very Important Person
Very Important Person, in acronimo V.I.P. (traducibile in italiano dalla lingua inglese come "persona molto importante"), è una locuzione generalmente utilizzata per indicare quelle persone che diventano famose per appartenere al mondo dello spettacolo, dal cinema alla televisione, della politica, dell'economia, in quanto uomini d'affari, o semplicemente perché molto ricchi. 
Possono anche tuttavia essere persone famose per il ruolo rivestito, ad esempio nelle diverse confessioni religiose, nei ranghi dell'aristocrazia, delle forze armate, oppure per episodi specifici, di qualsiasi tipo di cronaca si tratti. Queste persone fanno spesso ricorso a guardie del corpo e in pubblico non si mostrano facilmente se non durante visite programmate che spesso servono ad aumentare la loro popolarità.
Il termine proviene dalla lingua russa, весьма именитая персона (ves'ma imenitaja persona), ed è stato fatto nascere dagli immigrati russi, che lo utilizzavano per riferirsi agli aristocratici che, dopo la rivoluzione russa del 1917, avevano perso il loro status elevato ed erano andati a vivere in Francia o nel Regno Unito.